# Here's to Never Growing Up
«Here's to Never Growing Up» es una canción de la cantautora canadiense Avril Lavigne, lanzada como el primer sencillo de su quinto álbum de estudio titulado Avril Lavigne. La canción fue escrita por Lavigne, David Hodges, Chad Kroeger, Jacob Kasher, y su productor Martin Johnson. Es una canción de verano pop rock, canción que habla de una «celebración de ser por siempre joven» y cuenta con una referencia a la banda de rock alternativo Radiohead.
Los críticos de música proporcionaron críticas mixtas para «Here's to Never Growing Up» y señalaron comparaciones entre la canción y canciones de los contemporáneos de Lavigne como Katy Perry, Kesha y Taylor Swift. El sencillo obtuvo un éxito moderado en las listas de todo el mundo, con un pico dentro de los veinte primeros en Australia, Canadá, Irlanda, el Reino Unido y los Estados Unidos. Logró certificaciones por el Australian Recording Industry Association (ARIA) el Recording Industry Association of America (RIAA), debido al éxito de la carta.
El vídeo musical para «Here's to Never Growing Up» fue dirigido por Robert Hales. Se ve a Lavigne y su banda tocando en el baile de graduación de una escuela, y hace referencia al vídeo musical de su primer sencillo de 2002 «Complicated» en las escenas finales, también tiene cierto parecido al video musical «Can't Keep My Hands Off You», de la banda canadiense Simple Plan. El video ganó comentarios positivos de los críticos, que elogiaron la mirada de Lavigne en el clip. Lavigne interpretó «Here's to Never Growing Up» en una serie de espectáculos, entre ellos Dancing with the Stars, The Today Show y The Voice UK.

## Antecedentes
Fue escrita por Avril Lavigne, Martin Johnson, David Hodges, Chad Kroeger y Jacob Kasher, mientras que este último la produjo. Lavigne confirmó el título de la canción el 8 de febrero de 2013 a través de Twitter. El 20 de marzo de 2013, la cantante anunció que la fecha de lanzamiento sería el 9 de abril de 2013 y lanzó un fragmento de 11 segundos de la canción en YouTube. Más adelante, Lavigne lanzó la portada oficial a través de Twitter el 3 de abril de 2013. La canción fue lanzada en iTunes el 9 de abril de 2013 en la gran mayoría de los países, excepto Japón y el Reino Unido, pero la canción fue publicada el día anterior en la página oficial del programa radial On Air with Ryan Seacrest, el día siguiente, Avril fue entrevistada por Seacrest. Ese mismo día se publicó un vídeo lírico de la canción compuesto por fotografías y vídeos de sus seguidores cantando 10 segundos del coro que se había hecho público el mes anterior.

## Recepción

### Crítica
La canción recibió críticas positivas. Entertainment Weekly la comparó con las canciones de Pink "Raise Your Glass", Ke$ha "We R Who We R", Rihanna "Cheers (Drink to That)" y de la propia Avril Lavigne "Complicated". PopJustice reaccionó positivamente a la canción, diciendo: "¿Quién hubiera adivinado que Avril Lavigne entregaría uno de los coros más increíbles del 2013?". The Huffington Post declaró que tenía el potencial para ser la "Primera canción del verano".
La canción tuvo fuertes críticas positivas nombrándola la primera canción del verano. La canción de Cheers (Drink to That) fue una de las más comparaciones que obtuvo Here's to Never Growing Up.
A pesar de su promoción muchos críticos la nombraron como la nueva generación de la canadiense Avril Lavigne recordaron a su mayor hit de carrera de álbum "Let Go" su primer sencillo como solista Complicated en su primera semana vendió 91.997 de descargas digitales solo en Estados Unidos.

### Vídeo musical
El 8 de abril de 2013, Avril Lavigne comenzó a filmar el video musical de la canción. Lavigne confirmó que sus excompañeros de banda Evan Taubenfeld y Devin Bronson aparecerán en el video. También aparecerá vestida de manera similar que en el video musical de su éxito anterior, "Complicated". El segundo día de rodaje fue el 19 de abril. Confirmó Lavigne en Twitter y el estreno oficial fue el 9 de mayo. El video muestra a Lavigne jugando con su banda en la escuela durante el baile de graduación. También cuenta con escenas de Lavigne y sus amigos tienen un tiempo de diversión en la escuela, con el tiempo provocando el caos. También muestra escenas de Lavigne canta en un aula vacía, que con el tiempo muestra a todos sus amigos bailando y divirtiéndose. El vídeo hace alusiones al primer video de Lavigne de "Complicated", que llevaba la misma ropa y skate.

### Comercial
En el primer mes de Here's To Never Growing Up alcanzó el puesto número 1 y 8 en Japón, el 3 en Rusia, el 2 en Corea Del Sur y el 50 en Venezuela. En la décima semana en la lista Billboard Hot Digital Songs alcanza el n.º 7, con más de 131 000 descargas digitales, lo que hace que alcance el 20 en el Billboard Hot 100. Para Australia debutó en el puesto 16 tras la semana siguiente alcanzara el número 15 en ese país, Debutando en Nueva Zelanda, Francia, Alemania en los puestos 24, 60, 63. En su país de origen la canadiense debuta en el puesto número 17 como mejor rendimiento de descargas digitales logrando estar durante más de veinte semanas en la lista de Canadá superando al sencillo What the Hell que logró solamente dieciocho semanas en la lista.

## Presentaciones en directo
Lavigne comenzó a promocionar «Here's to Never Growing Up» en vivo por primera vez en el programa nocturno The Tonight Show with Jay Leno, y cuatro días antes en Dancing with the Stars. También presentó el mismo tema en el festival anual Wango Tango organizado por KIIS-FM en Los Ángeles. Simultáneamente el 17 de ese mismo mes asistió a The Today Show e interpretó el sencillo. Durante el fin de semana del 14 de junio lo presentó en Live! with Kelly and Michael, The Voice UK y los MuchMusic Video Awards de 2013.

## Formatos
Descarga digital
| «Here's to Never Growing Up» — Sencillo |                              |          |  |
| N.º                                     | Título                       | Duración |  |
| 1.                                      | «Here's to Never Growing Up» | 3:34     |  |

Sencillo en CD
| «Here's to Never Growing Up» — CD |                                             |          |  |
| N.º                               | Título                                      | Duración |  |
| 1.                                | «Here's to Never Growing Up»                | 3:35     |  |
| 2.                                | «Here's to Never Growing Up» (Instrumental) | 3:41     |  |

## Posicionamiento en listas
| Listas (2013)                      | Mejor posición |
| ---------------------------------- | -------------- |
| Alemania (Media Control Charts)    | 60             |
| Australia (ARIA)                   | 15             |
| Austria (Ö3 Austria Top 40)        | 49             |
| Bélgica (Ultratop) Flanders        | 10             |
| Bélgica (Ultratop) Wallonia        | 3              |
| Canadá (Canadian Hot 100)          | 17             |
| Canadá AC (Billboard)              | 35             |
| Canadá CHR/Top 40 (Billboard)      | 26             |
| Corea del Sur (Gaon)               | 2              |
| Escocia (Official Charts Company)  | 8              |
| Estados Unidos (Billboard Hot 100) | 20             |
| Estados Unidos (Adult Top 40)      | 21             |
| Estados Unidos (Mainstream Top 40) | 19             |
| España (PROMUSICAE)                | 29             |
| Francia (SNEP)                     | 63             |
| Irlanda (IRMA)                     | 7              |
| Italia (FIMI)                      | 19             |
| Japón (Japan Hot 100)              | 12             |
| Japón (Japan Hot Overseas)         | 1              |
| Nueva Zelanda (RMNZ)               | 24             |
| Países Bajos (Dutch Top 40)        | 28             |
| Países Bajos (Single Top 100)      | 85             |
| Polonia (Polish Airplay Top 100)   | 1              |
| Reino Unido (UK Singles Chart)     | 14             |
| República Checa (Rádio Top 100)    | 27             |
| Taiwán (Taiwan Top 10)             | 1              |

| Listas (2013)                                   | Mejor posición |
| ----------------------------------------------- | -------------- |
| Canadá (Canadian Hot 100)                       | 79             |
| Corea del Sur (South Korea International Chart) | 91             |
| Venezuela (Reportland Top 50)                   | 71             |
| Portugal (Top 50)                               | 62             |

## Certificaciones
| País           | Organismo certificador | Certificación | Ventas certificadas | Ref    |
| -------------- | ---------------------- | ------------- | ------------------- | ------ |
| Australia      | ARIA                   | Platino       | 70 000              | [ 49 ] |
| Canadá         | Music Canada           | Platino       | 80 000              | [ 50 ] |
| Estados Unidos | RIAA                   | 2x Platino    | 2 000 000           | [ 51 ] |
| Venezuela      | APFV                   | Oro           | 15 000              | [ 52 ] |

## Premios y nominaciones
El sencillo «Here's to Never Growing Up» recibió varias nominaciones en distintas ceremonias de premiación. A continuación, una lista de las candidaturas que obtuvo:
| Año  | Ceremonia de premiación         | Premio                                      | Resultado | Ref.   |
| ---- | ------------------------------- | ------------------------------------------- | --------- | ------ |
| 2013 | MuchMusic Video Awards          | Mejor vídeo internacional por un canadiense | Ganador   | [ 53 ] |
| 2013 | Billboard Mid-Year Music Awards | Mejor vídeo pop                             | Nominado  | [ 54 ] |
| 2013 | World Music Awards              | Mejor canción del mundo                     | Pendiente | [ 55 ] |
| 2013 | World Music Awards              | Mejor vídeo del mundo                       | [ 56 ]    |        |
| 2014 | Radio Disney Music Awards       | Mejor Canción de Rock                       | Nominado  | [ 57 ] |